# سینک (رایانه)
سینک، سینک رویداد یا سینک داده در رایانش، کلاس یا رویه است که برای دریافت رویداد قریب‌الوقوع از شیء یا رویه دیگری طراحی می‌شود. این رویه معمولاً در سی پلاس‌پلاس به صورت بازخوانی اجرا می‌شود. دیگر زبان‌های برنامه‌نویسی شیءگرا مانند جاوا و سی شارپ از طریق اجازه وقوع رویدادها در توابع نمایندگی، از سینک‌ها، پشتیبانی از پیش تعریف شده انجام می‌دهند.
به خاطر نبود تعریف رسمی، سینک، معمولاً با درگاه اشتباه گرفته می‌شود که ساختاری مشابه دارند اما درگاه معمولاً یا یک نقطه پایانی است یا به رایانه‌های نامشابه اجازه ارتباط دوطرفه می‌دهد که با نقطه یک طرفه ورود رویداد در تناقض است. این موضوع اغلب در سی پلاس‌پلاس و برنامه‌نویسی مرتبط با سخت‌افزار رایانه دیده می‌شود. بنابراین انتخاب نام توسط یک توسعه دهنده، معمولاً بستگی به این دارد که آیا مأموری که بر سینک کار می‌کند یک تولیدکننده یا مصرف‌کننده محتوای سینک است؟.
در صنعت، واژه سینک برای هر دو رویداد ورودی و خروجی استفاده می‌شده‌است. سینک متحرک برای ذخیره انرژی حسگر ارتباطات چند جهشی در انتقال داده به ایستگاه پایه (سینک) در حسگر شبکه بی‌سیم پیشنهاد شده‌است.